# 파울 첼란
파울 첼란(Paul Celan, 1920년 11월 23일 ~1970년 4월 20일)은 루마니아 출생의 독일어 시인이다.
처음에는 의학을 공부하였으나 전쟁으로 중단하고 소련군 점령 후에는 빈으로 피신하여, 그 곳에서 최초의 시집을 발표하였다(1947). 1948년에 프랑스 시민권을 얻어 파리에서 살면서 프랑스어·러시아어(語) 어학교사 겸 번역가로 일하면서 시인으로 활약하였다.
그의 시는 시선(視線)이 포착(捕捉)한 사물을 금욕적이라 할 만큼 응축된 시어에 정착케 하는 투명함과 순수함을 갖는 것으로 독일 현대시 가운데 이채를 발하는 존재이다. 주저(主著)로는 시집 <기이함과 기억>(1952), <문지방에서 문지방으로>(1955), <말의 울타리>(1959) 등이 있다. 아우슈비츠 이후 프랑스 시인 에드몽 자베스와 더불어 가장 돋보인 유대계 시인으로 손꼽힌다.

## 참고 자료
- 이 문서에는 다음커뮤니케이션(현 카카오)에서 GFDL 또는 CC-SA 라이선스로 배포한 글로벌 세계대백과사전의 내용을 기초로 작성된 글이 포함되어 있습니다.